# Hořany
Hořany település Csehországban, a Nymburki járásban. Hořany Poříčany, Klučov, Tatce és Milčice településekkel határos. Lakosainak száma 168 fő (2024. január 1.).

## Népesség
A település lakosságának változását az alábbi diagram mutatja:
| Lakosok száma | 266  | 385  | 383  | 301  | 144  | 96   | 146  | 150  | 171  | 168  |
|               | 1869 | 1890 | 1921 | 1950 | 1980 | 2001 | 2017 | 2019 | 2022 | 2024 |